# Hajdúböszörmény
Hajdúböszörmény je mesto na Madžarskem, ki upravno spada v podregijo Hajdúböszörményi Županije Hajdú-Bihar.